# Dracophyllum ouaiemense
Dracophyllum ouaiemense là một loài thực vật có hoa trong họ Thạch nam. Loài này được Virot mô tả khoa học đầu tiên năm 1975.